# José Miguel Organista Simões Aguiar
José Miguel Organista Simões Aguiar, meglio conosciuto come Miguelito (Póvoa de Varzim, 4 febbraio 1981), è un ex calciatore portoghese, di ruolo difensore.

## Biografia
Anche suo fratello minore Sérgio è stato un calciatore che, da prodotto del vivaio del Porto, ha militato tra le altre squadre nel Varzim e nel Pontevedra.

## Caratteristiche tecniche
Ha giocato come terzino sinistro, facilmente adattabile in zone di campo più avanzate, come nei ruoli di esterno o ala sinistra.

## Carriera

### Club

#### Rio Ave
Miguel Organista, conosciuto come Miguelito, è nato a Póvoa de Varzim nel 1981 e viene aggregato a 10 anni alle giovanili del Rio Ave. Otto anni dopo, nel 1999, entra in prima squadra e nella stagione 2002-2003 è uno dei protagonisti della promozione dell'espressione calcistica di Vila do Conde in Primeira Liga, dopo tre anni di assenza. Col Rio Ave rimane altre due stagioni, tutte in massima serie portoghese. 

#### L'esplosione al Nacional e Benfica
Nell'estate 2005 Miguelito si trasferisce sull'isola di Madera, al Nacional, dove si consacra come uno dei migliori esterni del campionato lusitano. Dopo una sola stagione ad alti livelli, nella quale non salta neanche un incontro e il Nacional si qualifica in Coppa UEFA, il 22 agosto 2006 viene acquistato dal Benfica, venendo precedentemente eletto miglior difensore del campionato dal quotidiano Record.

#### Il prestito a Braga e Marítimo
A Lisbona Miguelito non trova molto spazio (solo tre apparizioni nella Coppa di Lega 2007-2008), e gli viene spesso preferito il brasiliano Léo, cosicché viene prestato a gennaio 2008 al Braga.
Ad agosto rescinde definitivamente col Benfica e si accorda col Marítimo, squadra che lo impiega spesso e che si qualifica alla Coppa UEFA 2008-2009.

#### Belenenses e Vitória Setúbal
A fine gennaio 2010 il Marítimo lo manda in prestito al Belenenses, dove termina la stagione 2009-2010 con altre 12 presenze, condite da due reti, non sufficienti comunque ad evitare la retrocessione in LigaPro della terza squadra di Lisbona.
Nel 2010-2011 è trasferito, sempre a titolo temporaneo, al Vitória Setúbal, che a fine anno usufruisce dell'opzione di riscatto. Il 3 marzo 2012 Miguelito è stato al centro di una polemica che lo avrebbe visto responsabile di presunti insulti razzisti rivolti al giocatore dello Sporting Lisbona André Carrillo, al termine della partita vinta 1-0 al Bonfim dal Vitória contro lo Sporting. Carrillo, dopo essere stato infastidito dal terzino portoghese per tutta la partita, avrebbe messo le mani in faccia a Miguelito, venendo espulso. Miguelito, difeso sia dal fratello che dal suo allenatore, alla fine non avrebbe ricevuto sanzioni riguardo a questa vicenda, dato che non sono state provate aggravanti razziste. A Setúbal disputa due annate da centro classifica (dodicesimo e undicesimo posto), totalizzando 56 presenze in campionato e un gol.

#### La stagione a Cipro e Moreirense
Nel 2012 viene acquistato dai ciprioti dell'Apollōn Limassol, in A' Katīgoria, con cui rimane per tutta la stagione 2012-2013. All'Apollōn disputa alla fine 19 incontri, prima di tornare in patria, nelle file del Moreirense. Pur giocando sporadicamente col club di Moreira de Cónegos (soltanto 5 partite), Miguelito vince il titolo di Segunda Liga 2013-2014, undici anni dopo il successo col Rio Ave in cadetteria portoghese.

#### Le ultime esperienze: Chaves e Tirsense
Per la stagione 2014-15, ancora in seconda serie, Miguelito centra una nuova promozione in Primeira Liga, questa volta col Chaves, club che non tornava al vertice del calcio portoghese da diciassette anni. A fine anno scende comunque di categoria, in terza serie con la Tirsense, dove si ritira dal calcio giocato all'età di 35 anni. 
In 17 anni di carriera, ha militato per dieci stagioni nel massimo campionato del Portogallo, collezionando 220 presenze e segnando sette reti.

### Nazionale
Nel 2001 viene selezionato dal Portogallo under-20, con cui disputerà fino al 2002 13 match e metterà a segno tre gol. Ha fatto parte nel 2003 ai campionati europei under-19 in Liechtenstein, in cui la nazionale portoghese è arrivata seconda, sconfitta in finale 2-0 a Vaduz dall'Italia. In tale competizione continentale Miguelito ha siglato la rete del momentaneo 2-2 nella semifinale contro l'Austria (gara finita 6-3 dopo i supplementari per i lusitani). Dal 2002 al 2004 è stato convocato dal Portogallo under-21 in cinque occasioni.

## Palmarès

### Club

#### Competizioni nazionali
- Segunda Liga: 2

Rio Ave: 2002-2003
Moreirense: 2013-2014